# Sabina Guzzanti
Pour les articles homonymes, voir Guzzanti.
Sabina Guzzanti, née le 25 juillet 1963 à Rome, est une actrice satiriste, polémiste, écrivaine et une personnalité de télévision italienne. 
Diplômée en art dramatique, elle commence à travailler à la télévision italienne en imitant des personnages publics comme Moana Pozzi. À partir de 1993 elle se consacre à la satire politique, avec des imitations réussies de Massimo D'Alema et Silvio Berlusconi. Elle a longtemps dénoncé la situation de censure dans laquelle verse la production culturelle italienne et notamment la comédie satirique.
Elle pratique depuis plus de 20 ans le  Bouddhisme Nichiren et elle est membre de la Soka Gakkai Internationale.

## Biographie
Elle est fille du journaliste et sénateur Paolo Guzzanti avec lequel elle sera souvent en opposition politique. Elle est sœur de Corrado et de Caterina Guzzanti, qui comme elle ont choisi de devenir des acteurs satiriques. 

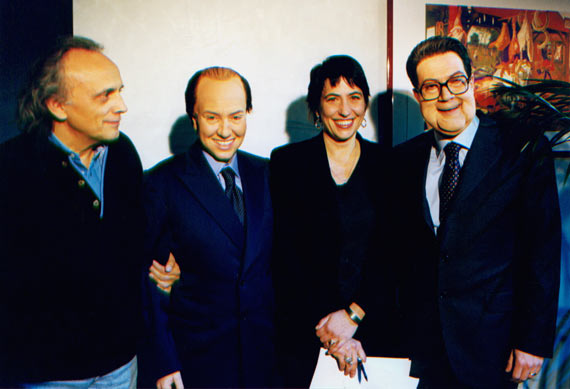
Imitation de Silvio Berlusconi par Sabina Guzzanti ; deuxième personnage en partant de la gauche. Au milieu: Serena Dandini, autrice et partenaire dans plusieurs de ses spectacles. À droite, Corrado Guzzanti grimé en Romano Prodi.
Photo prise le 20 août 2007.

Diplômée de l'Académie d'art dramatique (Rome), elle devient peu à peu célèbre comme actrice de théâtre puis grâce à des émissions de télévision, parmi lesquelles Proffimamente… non stop, L'araba fenice, La TV delle ragazze et Scusate l'interruzione.
Au cinéma, elle débute en 1988 pour le réalisateur italien Giuseppe Bertolucci, dans I cammelli puis dans Troppo sole (« Trop de soleil ») (du même réalisateur), en interprétant 13 personnages différents dans ce dernier. En 1988, c'est le drame télé I ragazzi di Via Panisperna de Gianni Amelio qui la rend célèbre, Troppo sole dont elle édite également un CD et son anthologie d'imitations s'imposera au théâtre dans le spectacle Non io: Sabina e le altre. Puis elle tourne Cuba libre-Velocipidi ai tropici (« Cuba Libre : vélo sous les tropiques »), de David Riondino. En 1998, elle joue dans le court métrage Donna selvaggia (femme sauvage). En 2002, elle dirige son premier long métrage : Bimba.
Puis elle revient au théâtre avec le spectacle Recital, où elle interprète des personnages imaginaires et réels, parmi lesquels Valeria Marini et Irene Pivetti.
En novembre 2003, elle revient à la télévision sur Rai tre : malgré des audiences élevées en troisième partie de soirée (23 h), l'actrice a des soucis avec Mediaset, pour insinuations, et les dirigeants de la RAI suspendent immédiatement sa transmission, suscitant de nombreuses polémiques.
Malgré tout, la diffusion de la première émission (à la télévision), et les suivantes, censurées, mais reprises et diffusées librement sur le Net, ont connu un énorme succès. Le différend avec Mediaset est ensuite annulé par les magistrats, jugeant les accusations de Mediaset infondées.

### Viva Zapatero!
En 2005, elle présente à Venise, lors d'une manifestation de cinéma, son dernier film documentaire, docu-fiction, Viva Zapatero!, qui se veut un pamphlet appuyé à l'adresse du pouvoir en place, et dénonçant les problèmes de liberté d'expression en Italie, avec la contribution de comiques satiriques d'autres pays européens.

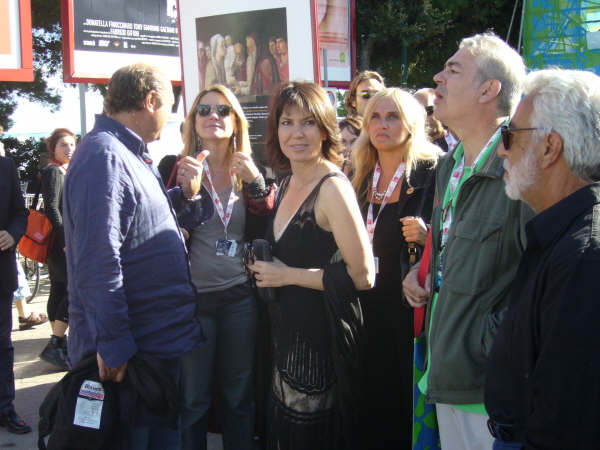
Sabina Guzzanti au 64e Festival du film de Venise (2007)

Elle est la gagnante de la 28e édition du festival du film italien de Villerupt. Pour ce film, elle remporte 3 Amilcar (trophée du festival), ex æquo avec Sotto il sole nero (sous le soleil noir) de Enrico Verra.
Dans son documentaire, elle ne se définit pas comme journaliste mais comme comique satiriste, et explique la manière dont le pouvoir en place cherche à requalifier son travail afin de l'inscrire dans une démarche de censure appliquée aux médias, émissions télévisées comme presse écrite. La satire relevant du droit à la liberté d'expression dans une démocratie, qualifier autrement ses travaux constitue, dit-elle, une tentative de miner cette expression. 

## Filmographie

### Actrice
- 1988 : I ragazzi di Via Panisperna de Gianni Amelio
- 1988 : I cammelli de Giuseppe Bertolucci
- 1989 : Night Club de Sergio Corbucci
- 1989 : Affetti speciali de Felice Farina
- 1991 : La cattedra de Michele Sordillo
- 1994 : Troppo sole de Giuseppe Bertolucci
- 1997 : Cuba Libre - Velocipedi ai tropici de David Riondino
- 2002 : Bimba de Sabina Guzzanti
- 2005 : Viva Zapatero! de Sabina Guzzanti
- 2007 : Le ragioni dell'aragosta de Sabina Guzzanti
- 2010 : Draquila - L'Italie qui tremble de Sabina Guzzanti
- 2011 : Franca, la prima de Sabina Guzzanti
- 2014 : La trattativa de Sabina Guzzanti

### Réalisatrice
- 2002 : Bimba
- 2005 : Viva Zapatero!
- 2007 : Le ragioni dell'aragosta
- 2010 : Draquila - L'Italie qui tremble
- 2011 : Franca, la prima
- 2014 : La trattativa